# Anne Vondelingprijs
Der Anne Vondelingprijs ist ein niederländischer Preis für herausragende Leistungen auf dem Gebiet des politischen Journalismus, der von der Anne Vondeling Stichting vergeben wird, einer der PvdA zugehörigen Stiftung. Er wird seit 1980 zumeist jährlich vergeben. Namensgeber ist der frühere niederländische Finanzminister Anne Vondeling, der 1979 tödlich verunglückte, was Joop den Uyl dazu veranlasste, diesen Preis ins Leben zu rufen. Er ist mit 2.500 Euro dotiert und gilt als die wichtigste derartige Auszeichnung in den Niederlanden.

## Bisherige Preisträger
- 1980: Harry van Wijnen (Het Parool)
- 1981: Dieudonné ten Berge (Elsevier)
- 1982: José Toirkens (NRC Handelsblad)
- 1983: Joop van Tijn und Max van Weezel (Vrij Nederland)
- 1984: Max de Bok (De Gelderlander)
- 1985: Yvonne Zonderop (Het Vrije Volk)
- 1986: Constant Vecht (De Groene Amsterdammer)
- 1987: Hubert Smeets (NRC Handelsblad)
- 1988: Willem Breedveld (Trouw)
- 1989: Laura Starink (NRC Handelsblad)
- 1990: Ulko Jonker (Het Financieele Dagblad)
- 1991: Rob Meines (NRC Handelsblad)
- 1992: Kees Lunshof (De Telegraaf)
- 1993: Oscar Garschagen (de Volkskrant)
- 1994: Max van Weezel und Leonard Ornstein (Vrij Nederland)
- 1995: Mark Kranenburg (NRC Handelsblad)
- 1996: nicht vergeben
- 1997: Jet Bruinsma (de Volkskrant)
- 1998: Pieter Klein und Stefan Koole (Algemeen Dagblad)
- 1999: Wierd Duk (Elsevier)
- 2000: Cisca Dresselhuys (Opzij)
- 2001: Hans Goslinga (Trouw)
- 2002: Lidy Nicolasen (de Volkskrant) und Michiel Zonneveld (Vrij Nederland)
- 2003: Marcel ten Hooven (Trouw)
- 2004: Marc Chavannes (NRC Handelsblad)
- 2005: Hans Wansink (de Volkskrant)
- 2006: Jérôme Heldring (NRC Handelsblad)
- 2007: Elsbeth Etty (NRC Handelsblad)
- 2008: Kees van der Malen (Noordhollands Dagblad, Haarlems Dagblad, Leidsch Dagblad und Gooi- en Eemlander)
- 2009: Joost Oranje (NRC Handelsblad)
- 2010: Martin Sommer (de Volkskrant)
- 2011: Ferry Mingelen (NOS)
- 2012: Caroline de Gruyter (NRC Handelsblad)
- 2013: nicht vergeben
- 2014: Tom-Jan Meeus (NRC Handelsblad)
- 2015: Aukje van Roessel (De Groene Amsterdammer)
- 2016: Marc Peeperkorn (de Volkskrant)
- 2017: Kim van Keken und Eric Smit (Follow the Money)
- 2018: Milena Holdert (Nieuwsuur) und Ghassan Dahhan (Trouw)
- 2019: Petra de Koning (NRC Handelsblad)
- 2020: Marc Chavannes (De Correspondent)
- 2021: Jesse Frederik (De Correspondent)